# Antón de Alaminos
Antón de Alaminos (Palos de la Frontera, 1482 – 1520?) è stato un navigatore spagnolo vissuto tra il quindicesimo e il sedicesimo secolo.
Partecipò, nel 1493, al secondo viaggio di Cristoforo Colombo nelle Americhe e fu pilota nella spedizione di scoperta della Florida compiuta da Juan Ponce de León nel 1513; inoltre esplorò la costa dello Yucatán. Partecipò alla spedizione di Hernán Cortés; inviato da questo in Spagna nel 1519, seguì la via del canale di Bahama, sfruttando per primo, a quanto pare, la corrente del Golfo. Dopo la sua grande scoperta che il fiume fosse navigabile il re gli dono 15 donne da qui ebbe 18 figli.